# Unterseeboot 17 (1912)
Pour les articles homonymes, voir Unterseeboot 17.
Le sous-marin allemand Unterseeboot 17 (Seiner Majestät Unterseeboot 17 ou SM U-17), navire de tête des deux exemplaires du type U 17 a été construit par la Kaiserliche Werft de Danzig, et lancé le 12 avril 1912 pour une mise en service le 3 novembre 1912. Il a servi pendant la Première Guerre mondiale sous pavillon de la Kaiserliche Marine.

## Caractéristiques techniques
De type type U 17, Le SM U-17 est long de 62,35 m, large de 6 m (maître-bau), haut de 7,30 m, et était armé de six torpilles et d’un canon de pont de 105 mm capable d’effectuer 300 tirs (en surface).

Doté d'une autonomie de 6 700 milles, sa vitesse était de 14,6 nœuds en surface et de 9,5 nœuds sous l’eau. Il pouvait plonger à une profondeur de 50 mètres environ.

À son bord se trouvait un équipage de quatre officiers et de 25 matelots.

## Histoire
Le 1er août 1914, l'Oberleutnant zur See Johannes Feldkirchener reçoit le commandement du SM U-17.
Le 20 octobre, le SM U-17 arrête le navire à vapeur anglais Glitra de 866 tonneaux au large des côtes norvégiennes et, après avoir fouillé sa cargaison, ordonne à l'équipage de se rendre aux canots de sauvetage avant de saborder le navire. L'attaque réussie du Glitra est le premier naufrage d'un navire marchand de la Première Guerre mondiale
Le 26 octobre, le SM U-17 torpille le ferry français Amiral Ganteaume (4 590 tonneaux) dans le détroit de Douvres près du Cap Gris-Nez. Le navire a fait escale avant de couler, avec la perte de 40 vies sur plus de 2 500 à bord. C'est la première attaque sans avertissement d'un sous-marin allemand sur un navire marchand au cours de la Première Guerre mondiale.
Le 2 mars 1915, le commandement du SM U-17 est passé au Kapitänleutnant Hans Walther. Le 12 juin 1915, le SM U-17 poursuit et torpille le SS Desabla au large des côtes écossaises. L'équipage s'est échappé à bord de canots de sauvetage alors que le navire est sabordé et coulé.
Le commandement de Walther prend fin le 9 janvier 1916 et le jour suivant, le SM U-17 rejoint la flottille d'entraînement jusqu'à la fin de la guerre.
À partir du 27 janvier 1919, le SM U-17 est mis au rebut au Kaiserliche Werft Kiel. La Coque pressurisée est vendue à Stinnes AG au début de 1920.

## Commandants
- Oberleutnant zur See (Oblt.) Johannes Feldkirchner du 1er août 1914 au 7 mars 1915
- Kapitänleutnant (Kptlt.) Hans Walther du 8 mars 1915 au 26 décembre 1915
- Kapitänleutnant (Kptlt.) Hermann von Fischel du 27 décembre 1915 au 28 mars 1916
- Kapitänleutnant (Kptlt.) Johannes Feldkirchner du 29 mars 1916 au 23 avril 1916
- Kapitänleutnant (Kptlt.) Walter Remy du 24 avril 1916 au 3 octobre 1916
- Kapitänleutnant (Kptlt.) Karl Koopmann du 4 octobre 1916 au 15 janvier 1917
- Kapitänleutnant (Kptlt.) Max Eltester du 16 janvier 1917 au 12 mars 1917
- Kapitänleutnant (Kptlt.) Kurt Heeseler du 13 mars 1917 au 5 mai 1917
- Kapitänleutnant (Kptlt.) Walther Telge du 6 mai 1917 au 28 juillet 1917
- Kapitänleutnant (Kptlt.) Hans Beyersdorff du 29 juillet 1917 au 14 décembre 1917
- Korvettenkapitän (Kkpt.) Paul Pastuszyk du 15 décembre 1917 au 20 juillet 1918

## Flottilles
- Flottille II du 1er août 1914 au ?
- Flottille de la Baltique du ? au 10 janvier 1916
- Flottille d'entrainement du 10 janvier 1916 au 11 novembre 1918

## Patrouilles
Le SM U-17 a effectué quatre patrouilles pendant son service.

## Palmarès
Le SM U-17 a coulé onze navires marchands pour un total de 15 122 tonneaux, endommagé un navire marchand de 4 590 tonneaux et capturé comme prise de guerre deux navires marchands pour un total de 4 956 tonneaux.
| Date            | Nom du navire    | Nationalité | Tonnage (GRT) | Fait                          |
| --------------- | ---------------- | ----------- | ------------- | ----------------------------- |
| 20 octobre 1914 | Glitra           | Royaume-Uni | 866           | Coulé                         |
| 26 octobre 1914 | Amiral Ganteaume | France      | 4 590         | Endommagé                     |
| 12 juin 1915    | Cocos            | Danemark    | 85            | Coulé                         |
| 12 juin 1915    | Desabla          | Royaume-Uni | 6 047         | Coulé                         |
| 18 juin 1915    | Ailsa            | Royaume-Uni | 876           | Coulé                         |
| 8 août 1915     | Glenravel        | Royaume-Uni | 1 092         | Coulé                         |
| 8 août 1915     | Malmland         | Suède       | 3 676         | Coulé                         |
| 10 août 1915    | Utopia           | Royaume-Uni | 155           | Coulé                         |
| 14 août 1915    | Gloria           | Royaume-Uni | 130           | Coulé                         |
| 15 août 1915    | Götaland         | Sweden      | 3 538         | Capturé comme prise de guerre |
| 15 août 1915    | Marie            | Danemark    | 158           | Coulé                         |
| 16 août 1915    | Romulus          | Norvège     | 819           | Coulé                         |
| 16 août 1915    | Tello            | Norvège     | 1 218         | Coulé                         |
| 24 octobre 1915 | Rumina           | Suède       | 1 418         | Capturé comme prise de guerre |